# 娜奥米·朗
娜奥米·蕾切尔·朗（英語：Naomi Rachel Long，娘家姓；1971年12月13日—），是北愛爾蘭中間派政治人物。她曾任貝爾法斯特市議會議員、英國下議院議員、歐洲議會議員，現任北爱尔兰议会議員，是北爱尔兰唯一出任過所有直選職位的政治家。
2001年当選為貝爾法斯特市議會議員，2003年当選為北爱尔兰議會議員，2006年起擔任北爱尔兰联盟党副领袖，再於2009年当選為市長。
2010年，她意外擊敗時任民主統一黨领袖彼德·羅賓遜，成為首名為北愛聯盟黨取得下議院議員、以及自1914年首名取得北愛下議院議席的自由派人士。她隨後卸任市長、市議員和北愛議會議員職務。然而5年後，她尋求連任失敗。
2016年，她重返北愛議會，同年獲選為领袖。她領導該黨在2017年北愛議會選舉中守住所有議席，更於2019年地方議會選舉中為該黨增加了65%的議席。除此之外，她本人在同年的歐洲議會選舉中破天荒地取得聯盟黨首個歐洲議會議席，直至翌年英國脫歐；她的副领袖亦於2019年12月的下議院選舉中取得議席，是該黨繼她本人後第二次，儘管她未能取回東貝爾法斯特選區。
不足一個月後，她重返北愛議會，並因新行政委員會組成而就任司法大臣。2022年，因議會選舉後新行政委員會未能及時組成而自動卸任。2024年時，在新行政委員會成功組成下，繼續擔任司法大臣。

## 外部連結
维基共享资源上的相關多媒體資源：娜奥米·朗
- 英国的個人檔案
- 公鞭記載的投票紀錄
- TheyWorkForYou記載的紀錄

| 欧洲议会                       | 欧洲议会                                         | 欧洲议会                         |
| ------------------------------ | ------------------------------------------------ | -------------------------------- |
| 前任者： 金·尼科爾森           | 北愛爾蘭議員 2019 – 2020                         | 廢除選區                         |
| 北愛爾蘭議會                   |                                                  |                                  |
| 前任者： 約翰·奧爾德代斯       | 北愛爾蘭議會議員 東貝爾法斯特選區 2003年－2010年 | 繼任者： 克里斯·雷特             |
| 前任者： 朱迪思·科赫雷         | 北愛爾蘭議會議員 東貝爾法斯特選區 2016年－2019年 | 繼任者： 瑪莉·亨德隆             |
| 前任者： 瑪莉·亨德隆           | 北愛爾蘭議會議員 東貝爾法斯特選區 2020年至今     | 繼任者： 現任                    |
| 前任者： 克萊兒·薩格登         | 司法部長 2020年至今                              | 繼任者： 現任                    |
| 政党职务                       |                                                  |                                  |
| 前任者： 艾琳·貝爾             | 北愛爾蘭聯盟黨副领袖 2006年—2016年               | 繼任者： 史提芬·法利             |
| 前任者： 大衛·福特             | 北愛爾蘭聯盟黨领袖 2016年至今                    | 現任                             |
| 民事職務                       |                                                  |                                  |
| 前任者： 湯姆·哈特利           | 貝爾法斯特市長 2009年－2010年                    | 繼任者： 帕特·康維利 Pat Convery |
| 大不列颠及北爱尔兰联合王国国会 |                                                  |                                  |
| 前任者： 彼德·羅賓遜           | 國會議員 東貝爾法斯特選區 2010年－2015年         | 繼任者： 加文·羅賓遜             |